# Menippidae
Menippidae é uma família de caranguejos da ordem Decapoda.

## Géneros
- Eriphia Latreille, 1817
- Globopilumnus Balss, 1933
- Menippe De Haan, 1833
- Ozius H. Milne Edwards, 1834
- Sphaerozius Stimpson, 1858